# Raumfahrerkorps der Volksbefreiungsarmee

Emblem der Strategischen Kampfunterstützungstruppe

Das Raumfahrerkorps der Volksbefreiungsarmee (chinesisch 中國人民解放軍航天員大隊 / 中国人民解放军航天员大队, Pinyin Zhōnggúo Rénmín Jiěfàngjūn Hángtiānyuán Dàduì) ist eine seit 2017 der Hauptabteilung Raumfahrt der Strategische Kampfunterstützungstruppe unterstehende, in Peking stationierte Einheit der Volksbefreiungsarmee. In ihr sind die bis 2018 ausschließlich den Luftstreitkräften der Volksrepublik China entstammenden Raumfahrer organisatorisch zusammengefasst. Auswahl und Ausbildung der Raumfahrer findet dagegen im Raumfahrer-Ausbildungszentrum der Abteilung für Waffenentwicklung der Zentralen Militärkommission statt. Kommandant des Raumfahrerkorps ist seit Mai 2023 Großoberst Chen Dong, der selbst zwei Raumflüge absolviert hat.

## Geschichte
Am 21. September 1992 wurde vom Ständigen Ausschuss des Politbüros der Kommunistischen Partei Chinas das bemannte Raumfahrtprogramm der Volksrepublik China genehmigt, wegen des Datums auch „Projekt 921“ genannt. Dort befasste man sich zunächst mit den grundlegenden Problemen bei der Konstruktion eines Raumschiffs. Im August 1995 reichte jedoch General Ding Henggao, der Kommandant des Raumfahrtprogramms, bei der Zentralen Militärkommission einen Bericht ein, in dem er vorschlug, aus den aktiven Piloten der chinesischen Luftwaffe Kandidaten für zukünftige Raumfahrer auszuwählen. General Ding hatte in dem Bericht um Unterweisung gebeten, wie in der Angelegenheit weiter zu verfahren wäre. Einen Monat später, im September 1995, kam die schriftliche Antwort der damals von Jiang Zemin geleiteten Militärkommission, dass man dem Vorschlag zustimmte.
Durch den Raumfahrerauswahlprozess beim Shuguang-Projekt 1970/71 verfügte das Forschungsinstitut für Raumfahrtmedizin und -technik, die Vorgängerorganisation des Chinesischen Raumfahrer-Ausbildungszentrums, bereits über reichlich Erfahrung auf diesem Gebiet. Wenn auch das eigentliche Shuguang-Raumschiff nie über ein Modell aus Holz und Pappe hinausgekommen war, so zeigten doch die Personalakten der seinerzeit ausgewählten Raumfahrer, die sich trotz der Wiederaufnahme einer regulären Kampfpilotentätigkeit alle eines langen und gesunden Lebens erfreuten, dass die seinerzeit angelegten Maßstäbe absolut richtig gewesen waren.
Auf dieser Basis wurden nun von den Weltraummedizinern folgende Kriterien definiert:
- Willensstärke
- Aufopferungsbereitschaft
- Umgänglichkeit und Toleranz
- Körpergröße 1,60 m bis 1,72 m
- Gewicht 55 kg bis 70 kg
- Alter 25 bis 35 Jahre
- Abfangjäger- oder Jagdbomber-Pilot
- Mindestens 600 Flugstunden
- Hochschulabschluss
- Hervorragende Leistungen als Pilot
- Keine Flugunfälle
- Nichtraucher, Nichttrinker, keine sonstigen Suchtkrankheiten
- Bei den regelmäßigen medizinischen Untersuchungen in den letzten drei Jahren immer Tauglichkeitsgrad 1

### Auswahlgruppe 1998
Auf der Grundlage des positiven Bescheids der Zentralen Militärkommission wurde im Oktober 1995 eine „Führungsgruppe Raumfahrerkandidatenauswahl“ (预备航天员选拔领导小组) mit Mitgliedern aus der damaligen Kommission für Wissenschaft, Technik und Industrie für Landesverteidigung und den Luftstreitkräften der Volksrepublik China gebildet, die über die Personalakten die ersten 1506 den Kriterien des Forschungsinstituts für Raumfahrtmedizin entsprechenden Piloten auswählte. Aus diesen 1506 wurden in einer zweiten Runde gut 800 ausgewählt, bei denen in ihren Heimatkasernen eine Ganzkörperuntersuchung durchgeführt wurde. Am Ende wurden 60 Kandidaten ausgewählt, die sich nach Peking zu begeben hatten, wo sie in das Krankenhaus des Forschungsinstituts für Raumfahrtmedizin eingewiesen und erneut untersucht wurden, sowohl körperlich mittels Humanzentrifuge, Unterdruckkammer etc. als auch psychologisch. Da von Anfang an Außenbordeinsätze geplant waren, wurden in dieser Runde unter anderem Kandidaten aussortiert, die für Dekompressionskrankheit anfällig waren.
Nur 20 der 60 Kandidaten bestanden diese Tests. Bei diesen 20 Kandidaten führten die Ärzte Nachforschungen zu Krankheitsgeschichten in deren Familien durch, die direkten Angehörigen (Ehepartner und Kinder) wurden einer medizinischen Untersuchung unterzogen. Alle 20 Kandidaten bzw. deren Familien bestanden diese Stufe des Auswahlprozesses. Da die Zahl der Raumfahrerkandidaten des ersten Jahrgangs begrenzt war, wurde Mitte April 1997 unter dem Vorsitz von General Cao Gangchuan, dem neuen Kommandanten des bemannten Raumfahrtprogramms, eine Gutachtertagung abgehalten, bei der Experten aus sämtlichen großen Krankenhäusern des Landes die Untersuchungsberichte studierten und schließlich 12 Mann auswählten.
Um die russische Kosmonautenausbildung zu studieren und von ihr zu lernen, hatte man im November 1996 Großoberst Li Qinglong und Großoberst Wu Jie, die nach den Kriterien des Forschungsinstituts für Raumfahrtmedizin und -technik ausgewählt worden waren, nach einem achtmonatigen Sprachkurs an der Pekinger Fremdsprachenuniversität an das Juri-Gagarin-Kosmonautentrainingszentrum bei Moskau geschickt, wo sie die regulär vier Jahre dauernde Ausbildung in einem Jahr durchliefen, um dann in China als Ausbilder für die anderen Raumfahrer zu fungieren.
Im Dezember 1997 genehmigte die Zentrale Militärkommission offiziell die Aufstellung des Raumfahrerkorps der Volksbefreiungsarmee. Am 5. Januar 1998 bezogen die 14 Raumfahrerkandidaten ihr Quartier in der Raumfahrtstadt im Norden des Pekinger Stadtbezirks Haidian, wurden zum „Raumfahrer des Raumfahrerkorps der chinesischen Volksbefreiungsarmee“ (中国人民解放军航天员大队航天员) ernannt und mit dem Raumfahrerschwur („Ich gelobe, mich der bemannten Raumfahrt zu widmen ...“) auf die chinesische Fahne vereidigt. Dies gilt als Gründungstag des Raumfahrerkorps.
Im August 1998, sieben Monate nach der Indienststellung des Raumfahrerkorps, unterzeichnete Jiang Zemin, der Vorsitzende der Zentralen Militärkommission, die „Richtlinien für die Raumfahrer der chinesischen Volksbefreiungsarmee“ (中国人民解放军航天员条例), in denen der Ausbildungsbetrieb, Besoldung und medizinische Versorgung sowie die Sicherstellung der körperlichen Unversehrtheit geregelt waren. So ist es den chinesischen Raumfahrern nicht gestattet, außerhalb der Kantine zu essen, ihre Unterkunft während Urlaub und Feiertagen zu privaten Zwecken zu verlassen, in Kontakt mit unbekannten Personen zu treten, ihre Identität zu enthüllen und selbstverständlich jeglicher Alkohol- und Tabakkonsum – die sogenannten „Fünf Verbote“ (五不准), eine Anspielung auf die nicht unähnlichen „Fünf Entsagungen“ (五戒), denen buddhistische Mönche unterliegen. Obwohl Ehepartner und Kinder ebenfalls in der Raumfahrtstadt untergebracht sind, dürfen die Raumfahrer sie nur an den Wochenenden besuchen und leben ansonsten abgeschlossen in ihren eigenen Apartments. Wenn es nötig ist, für öffentliche Auftritte das Gelände zu verlassen, erfolgt dies nur in Dienstwagen mit Chauffeur – das eigenhändige Führen von Kraftfahrzeugen ist Raumfahrern streng verboten – und unter dem Schutz von Leibwächtern. Sämtliche Mahlzeiten, inklusive Frühstück, werden von Ernährungswissenschaftlern zusammengestellt, das Gemüse stammt aus biologischem Anbau am Stadtrand von Peking.

### Auswahlgruppe 2010
Am 7. Mai 2010, also gut ein Jahr bevor Chinas erstes Raumlabor Tiangong 1 gestartet wurde, wurde der zweite Jahrgang in das Raumfahrerkorps aufgenommen, sieben Kampfpiloten, darunter zwei Frauen,
alle mehr als 10 Jahre jünger als – mit Ausnahme von Liu Wang (* 1969) – die Raumfahrer des ersten Jahrgangs. Da nach der Shenzhou-7-Mission 2008 zunächst keine Außenbordeinsätze mehr vorgesehen waren, die ein besonderes Training erforderten, nahmen Major Liu Yang und Oberstleutnant Wang Yaping im Juni 2012 bzw. Juni 2013 nach nur zwei- bzw. dreijähriger Ausbildung an Raumflügen teil. Als 2014 jedoch alle Mitglieder des zweiten Jahrgangs ihre volle Ausbildung absolviert hatten, wurden die vier ältesten Mitglieder des ersten Jahrgangs sowie Pan Zhanchun (* 1966), die alle an keinen Missionen teilgenommen hatten, zur Luftwaffe zurückversetzt.

### Auswahlgruppe 2020
Im Zusammenhang mit der modularen Raumstation starteten das Büro für bemannte Raumfahrt und das Chinesische Raumfahrer-Ausbildungszentrum am 23. April 2018 eine neue Anwerbungskampagne. Anders als bisher wurden nun nicht mehr nur Kampfpiloten angesprochen, sondern auch Ingenieure, die für Wartung und Reparatur der Station benötigt wurden, sowie Wissenschaftler von chinesischen Forschungsinstituten und Universitäten für die Durchführung anspruchsvoller Experimente. Während bei den frühen Shenzhou-Flügen etwa alle zwei Jahre ein Start stattfand, wechselt die Besatzung der neuen Raumstation alle sechs Monate. Daher wurden bei dieser Auswahlgruppe anstatt 14 (1998) oder 7 (2010) nun 17 bis 18 Männer und Frauen gesucht.
Aus 2500 Kandidaten wurden in einem im September 2020 abgeschlossenen, dreistufigen Selektionsprozess unter der Leitung von Chefausbilderin Huang Weifen 18 Personen ausgewählt (darunter eine Frau), die nach dem Übergang in die Nutzungs- und Erweiterungsphase der Raumstation ab der Mission Shenzhou 16 dort als Besatzung fungieren sollen. Anders als bei den ersten beiden Auswahlgruppen wurden die Kandidaten nun in drei Gruppen eingeteilt: Raumschiffpiloten, Bordingenieure und Nutzlastexperten. Alle Raumfahrer bewegen sich bei den Einsätzen in der gleichen Weltraumumgebung, daher wurden alle Kandidaten den gleichen Tests auf Schwindelfreiheit, psychologische Eignung etc. unterzogen. Andere Anforderungen waren je nach Kategorie unterschiedlich. Die Raumschiffpiloten müssen nicht nur das Shenzhou-Raumschiff nach einem vom Bodenpersonal vorgegebenen Flugplan manuell steuern und Koppelmanöver durchführen können, sondern sind auch für die Überwachung der Lageregelungssysteme und die Steuerung der Fluglage der Raumstation zuständig. Hierfür wurden nur aktive Kampfpiloten der Luftwaffe in Betracht gezogen, die bei den Zentrifugentests im Auswahlverfahren höheren g-Kräften ausgesetzt  wurden als die Bewerber für die anderen beiden Kategorien.
Bei den Bordingenieuren waren die körperlichen Anforderungen etwas geringer, und bei den Nutzlastexperten noch einmal niedriger. Dafür wurden bei diesen beiden Kategorien relativ hohe Anforderungen an die fachliche Qualifikation gestellt. Nutzlastexperten können mit den Laboreinrichtungen der Raumstation eigene Forschungsprojekte durchführen, sind aber für die Betreuung und Bedienung aller wissenschaftlichen Geräte und Nutzlasten zuständig, sowohl im Inneren der Station als auch bei den Außennutzlasten.
Im Einzelnen wurde folgendes Personal ausgewählt:
- 7 Raumschiffpiloten
- 7 Bordingenieure
- 4 Nutzlastexperten

Die neuen Raumfahrer, auch die Zivilisten, wurden am 1. Oktober 2020, dem chinesischen Nationalfeiertag, in das Raumfahrerkorps der Volksbefreiungsarmee aufgenommen.
Am 30. Mai 2023 nahmen mit Bordingenieur Zhu Yangzhu, außerordentlicher Professor an der Hochschule für Raumfahrttechnik der Strategischen Kampfunterstützungstruppe der Volksbefreiungsarmee, und Nutzlastexperte Gui Haichao, ordentlicher Professor an der Universität für Luft- und Raumfahrt Peking, die ersten beiden Mitglieder dieser Auswahlgruppe an einer Mission zur Chinesischen Raumstation teil.
Bei dieser Mission fungierte Jing Haipeng von der Auswahlgruppe 1998 als Kommandant, der bereits drei Raumflüge absolviert hatte. Bei Mannschaften, die nur aus Mitgliedern der Auswahlgruppe 2020 (und späteren Auswahlgruppen) zusammengesetzt sind – wobei immer mindestens ein Raumfahrer mit Flugerfahrung und einer ohne Flugerfahrung in der Mannschaft sein muss – soll in der Regel der Raumschiffpilot als Kommandant fungieren, oder auch ein erfahrener Bordingenieur.

## Ausbildung
Die Ausbildung der Raumfahrer obliegt dem Chinesischen Raumfahrer-Ausbildungszentrum, das zu diesem Zweck ein Labor für Auswahl und Ausbildung der Raumfahrer (航天员选拔训练研究室) und ein Labor für medizinische Überwachung und Gewährleistung der Gesundheit der Raumfahrer (航天员医学监督和保障研究室) besitzt. Beim prinzipiellen Konzept der Raumfahrerausbildung ließ man sich von den Erfahrungen der ausländischen Raumfahrtagenturen, insbesondere von Russland, inspirieren, während man im Detail die speziellen Anforderungen bei den chinesischen Raumfahrern berücksichtigte. So müssen diese zum Beispiel für Notlandungen im Ausland Englisch lernen, ein Fach, das es bei der ersten Auswahlgruppe an chinesischen Gymnasien noch nicht gegeben hatte. Außerdem muss zur ideologischen Festigung die jeweils aktuelle Doktrin studiert werden, also Jiang Zemins Dreifache Vertretung oder Xi Jinpings Ideen des Sozialismus chinesischer Prägung im neuen Zeitalter.
Ein gewisses Problem war anfangs, dass sich das später als Shenzhou bekannte Raumschiff 1998, als die Raumfahrerausbildung begann, noch in der Entwicklung befand. Die Ausbilder mussten daher in ständigem Kontakt mit den Ingenieuren die Handbücher für die Steuerung des Raumschiffs parallel zu den Entwicklungsarbeiten verfassen und immer wieder überarbeiten. Die Raumfahrer haben alle einen Hochschulabschluss, dennoch ist es für viele nicht einfach, nach langen Jahren als Kampfpiloten wieder auf die Schulbank zurückzukehren und sich mit der Physiologie des menschlichen Körpers, Geografie und politischer Theorie auseinanderzusetzen.
Neben Sport (Kraft, Gelenkigkeit, Ausdauer) dreimal pro Woche für jeweils zwei Stunden und für diejenigen, die eine Tendenz zur Gewichtszunahme haben, tägliche 5000-m-Läufe, sind vor allem die Übungseinheiten in der Zentrifuge sehr anspruchsvoll. Kampfpiloten brauchen nur für 2 bis 3 Sekunden eine Lastvielfache von 5 g ertragen, während Raumfahrer in der Zentrifuge für 40 Sekunden 8 g ausgesetzt werden. In der Unterdruckkammer werden sie auf eine simulierte Höhe von 5000 m gebracht, mit einer Geschwindigkeit, die einer Höhenzunahme von 15 m/s entspricht, und müssen dort für 30 Minuten bleiben. Dazu kommen noch Parabelflüge, Überlebenstraining in der Wildnis, lange Aufenthalte in einer schallisolierten Kammer, wie bei allen anderen Raumfahrtagenturen auch. Da man sich am Anfang noch in der Erprobungsphase befand, hatte die erste Auswahlgruppe die Ausbildung erst am 3. Juli 2003, also anderthalb Jahre länger als normal, abgeschlossen.
Für die 2023 begonnene Nutzungs- und Erweiterungsphase der Chinesischen Raumstation wurde die Ausbildung entsprechend den drei Raumfahrerkategorien ausdifferenziert. Das Unterrichtsprogramm für Raumschiffpiloten und Bordingenieure ist im Prinzip gleich, während die Nutzlastexperten weniger über die technischen Aspekte von Raumstation und Raumschiff wissen  müssen. Alle müssen jedoch die gleichen Startsimulationen etc. mitmachen. Wenn – nicht nur nach der Qualifikation, sondern vor allem auch nach psychologischen Aspekten und wechselseitiger Toleranz – die beiden Mannschaften für eine konkrete Mission zusammengestellt sind – welche der beiden Mannschaften ins All fliegt, entscheidet sich erst wenige Tage vor dem Start – trainieren die jeweils drei Raumfahrer immer als geschlossene Gruppe. Die Mitglieder jeder Gruppe haben das gleiche Ausbildungsprogramm, mit Aufgaben, die sie zu dritt bewältigen müssen, also zum Beispiel beim Training für Außenbordeinsätze zwei Mann im Wasserbecken und einer, der sie von außen überwacht und unterstützt.

## Mitglieder des Raumfahrerkorps
Die Raumfahrer haben als Mitglieder der Volksbefreiungsarmee militärische Dienstgrade, dazu kommt noch eine dem Raumfahrerkorps spezifische Klassifizierung nach Stufen, ähnlich dem Tätigkeitsabzeichen Militärluftfahrzeugführer, das bei der chinesischen Luftwaffe nach der Zahl der störungsfreien Flugstunden vergeben wird. So war zum Beispiel im März 2018 Großoberst Deng Qingming, der noch keine Mission geflogen hatte,
einfacher Raumfahrer (航天员). Oberst Wang Yaping, bei der Luftwaffe nach 1600 störungsfreien Flugstunden Militärluftfahrzeugführerin der Stufe II, war Raumfahrzeugführerin der Stufe IV (四级航天员), Generalmajor Zhang Xiaoguang, bei der Luftwaffe Militärluftfahrzeugführer der Stufe I, war Raumfahrzeugführer der Stufe II (二级航天员), Generalmajor Zhai Zhigang und Generalmajor Fei Junlong waren Raumfahrzeugführer der Sonderstufe (特级航天员).
Da beim Raumfahrerkorps Beförderungen sehr schnell erfolgen – Yang Liwei begann 1998 als Major und war bis 2018 zum Generalmajor aufgestiegen – sind in der folgenden Tabelle keine Dienstgrade angegeben. Zu beachten ist, die militärischen Rangabzeichen (Oberstleutnant, Oberst etc.) werden zwar an der olivgrünen Ausgehuniform getragen, nicht jedoch an dem der hellblauen Fliegerkombi der Luftwaffe ähnelnden Arbeitsanzug oder dem dunkelblauen Dienstanzug. Dort gibt es nur – auf der rechten Brustseite – Sterne zur Kennzeichnung der Zahl der geflogenen Missionen.
Am linken Oberarm des Arbeitsanzugs und des Dienstanzugs tragen die Raumfahrer das Abzeichen des Raumfahrer-Ausbildungszentrums. Während und nach einer Mission wird am rechten Oberarm des Arbeitsanzugs und des Dienstanzugs der entsprechende Missionspatch getragen.
Patches früherer Missionen, an denen der Raumfahrer teilnahm, werden als ordensähnliche Anstecknadel an der linken Brustseite des Dienstanzugs getragen, nicht jedoch am Arbeitsanzug.
Die Missionspatches von Shenzhou 5 und Shenzhou 7 waren dreieckig, alle anderen rund, bestehend aus einem inneren Kreis und einem äußeren Ring. Ab Shenzhou 12, also ab den Flügen zur Chinesischen Raumstation, wurde die Missionsbezeichnung auf dem äußeren Ring nur noch in chinesischen Schriftzeichen ausgeführt.
Ursprünglich wurden die Missionspatches vom Büro für bemannte Raumfahrt selbst entworfen, ab Shenzhou 16 wurden in einem Wettbewerb mit Expertenbegutachtung und Online-Abstimmung aus der Bevölkerung eingereichte Entwürfe ausgewählt.
| Name | Name                          | Auswahlgruppe | Missionen                                     | Anmerkung |
| ---- | ----------------------------- | ------------- | --------------------------------------------- | --- |
|      | Li Qinglong 李庆龙 * 1962     | 1998          |                                               | Ausbilder 2014 ausgeschieden |
|      | Wu Jie 吴杰 * 1963            | 1998          |                                               | Ausbilder 2014 ausgeschieden |
|      | Chen Quan 陈全 * 1963         | 1998          |                                               | 2014 ausgeschieden |
|      | Deng Qingming 邓清明 * 1966   | 1998          | Shenzhou 15                                   | aktiv |
|      | Fei Junlong 费俊龙 * 1965     | 1998          | Shenzhou 6 Shenzhou 15                        | aktiv 2009–2014 Kommandant des Raumfahrerkorps 2014–2020 Stellvertretender Direktor des Chinesischen Raumfahrer-Ausbildungszentrums |
|      | Jing Haipeng 景海鹏 * 1966    | 1998          | Shenzhou 7 Shenzhou 9 Shenzhou 11 Shenzhou 16 | aktiv 2021–2023 Kommandant des Raumfahrerkorps                                                                                      |
|      | Liu Boming 刘伯明 * 1966      | 1998          | Shenzhou 7 Shenzhou 12                        | aktiv |
|      | Liu Wang 刘旺 * 1969          | 1998          | Shenzhou 9                                    | aktiv seit 2019 Expertengruppe Ergonomie                                                                                            |
|      | Nie Haisheng 聂海胜 * 1964    | 1998          | Shenzhou 6 Shenzhou 10 Shenzhou 12            | aktiv 2014–2021 Kommandant des Raumfahrerkorps                                                                                      |
|      | Pan Zhanchun 潘占春 * 1966    | 1998          |                                               | 2014 ausgeschieden |
|      | Yang Liwei 杨利伟 * 1965      | 1998          | Shenzhou 5                                    | aktiv seit 2019 Stellvertretender Technischer Direktor des bemannten Raumfahrtprogramms                                             |
|      | Zhai Zhigang 翟志刚 * 1966    | 1998          | Shenzhou 7 Shenzhou 13                        | aktiv |
|      | Zhang Xiaoguang 张晓光 * 1966 | 1998          | Shenzhou 10                                   | aktiv |
|      | Zhao Chuandong 赵传东 * 1963  | 1998          |                                               | 2014 ausgeschieden |
|      |                               |               |                                               | |
|      | Cai Xuzhe 蔡旭哲 * 1976       | 2010          | Shenzhou 14                                   | aktiv |
|      | Chen Dong 陈冬 * 1978         | 2010          | Shenzhou 11 Shenzhou 14                       | aktiv seit 2023 Kommandant des Raumfahrerkorps                                                                                      |
|      | Liu Yang 刘洋 * 1978          | 2010          | Shenzhou 9 Shenzhou 14                        | aktiv |
|      | Tang Hongbo 汤鸿波 * 1975     | 2010          | Shenzhou 12 Shenzhou 17                       | aktiv |
|      | Wang Yaping 王亚平 * 1980     | 2010          | Shenzhou 10 Shenzhou 13                       | aktiv seit 2019 Expertengruppe Ergonomie                                                                                            |
|      | Ye Guangfu 叶光富 * 1980      | 2010          | Shenzhou 13                                   | aktiv |
|      | Zhang Lu 张陆 * 1976          | 2010          | Shenzhou 15                                   | aktiv |
|      |                               |               |                                               | |
|      | Gui Haichao 桂海潮 * 1986     | 2020          | Shenzhou 16                                   | aktiv Nutzlastexperte |
|      | Jiang Xinlin 江新林 * 1988    | 2020          | Shenzhou 17                                   | aktiv Raumschiffpilot |
|      | Tang Shengjie 唐胜杰 * 1989   | 2020          | Shenzhou 17                                   | aktiv Raumschiffpilot |
|      | Zhu Yangzhu 朱杨柱 * 1986     | 2020          | Shenzhou 16                                   | aktiv Bordingenieur |

| Generalmajor Shen Xingyun (申行运) | * 1952 | 1998–2009 |
| Generalmajor Fei Junlong           | * 1965 | 2009–2014 |
| Generalmajor Nie Haisheng          | * 1964 | 2014–2021 |
| Generalmajor Jing Haipeng          | * 1966 | 2021–2023 |
| Großoberst Chen Dong               | * 1978 | 2023–     |

## Vierte Auswahlgruppe
Ende September 2022 begann das Büro für bemannte Raumfahrt mit dem Auswahlverfahren für 12 bis 14 weitere Raumfahrerkandidaten (预备航天员) für Einsätze in der Raumstation (inklusive Außenbordeinsätzen), diesmal mit einem öffentlichen Rekrutierungsvideo.
Sieben bis acht aus aktiven Piloten der Heeresflieger, Marineflieger und Luftwaffe ausgewählte Kandidaten sollten zu Raumschiffpiloten ausgebildet werden. Drei bis vier, rekrutiert aus der Luft- und Raumfahrtindustrie, sollten zu Bordingenieuren ausgebildet werden. Außerdem wurden noch etwa zwei Weltraumwissenschaftler gesucht, die als Nutzlastspezialisten fungieren sollten. Für die Position eines Nutzlastspezialisten wurden erstmals auch Bewerber aus Hongkong und Macau zugelassen. Anfang Oktober 2022 ging das Büro für bemannte Raumfahrt davon aus, dass der Auswahlprozess etwa anderthalb Jahre dauern, also 2024 abgeschlossen sein würde.[veraltet]
Voraussetzung für die zivilen Nutzlastspezialisten war ein Doktorgrad in Biologie, Medizin, Physik, Chemie, Medizintechnik, Nachrichtentechnik oder Astronomie. Die Bewerber mussten zwischen 30 und 45 Jahre alt sein und mindestens drei Jahre Berufserfahrung auf ihrem Gebiet besitzen. Männer konnten zwischen 1,62 und 1,75 m groß sein, Frauen zwischen 1,60 und 1,75 m. Obwohl die Nutzlastspezialisten auch sehr anstrengende Außenbordeinsätze durchführen müssen, waren bei der vierten Auswahlgruppe die Anforderungen an ihre körperliche Leistungsfähigkeit niedriger als bei den Raumschiffpiloten und Bordingenieuren. So war zum Beispiel bei sonstiger Eignung eine leichte Kurzsichtigkeit bis 2 Dioptrien kein Einstellungshindernis, auch im Hinblick darauf, dass man die auf Staatskosten aufwendig ausgebildeten Raumfahrer der Auswahlgruppe 1998 nach Möglichkeit im Raumfahrerkorps halten möchte. Bei diesen Männern ist mit altersbedingter Fehlsichtigkeit zu rechnen und man arbeitet bereits an Sehhilfen.
Eine Mitgliedschaft in der Kommunistischen Partei Chinas ist nicht erforderlich, die Bewerber müssen jedoch auf dem Boden der Verfassung stehen (wo 2018 die Führungsrolle der KPCh festgeschrieben wurde) und sich zu dem Prinzip „ein Land, zwei Systeme“ bekennen. In Hongkong hatten sich, obwohl dort die naturwissenschaftliche Infrastruktur nur schwach ausgeprägt ist, zwischen dem Beginn der Anmeldefrist am 6. Oktober 2022 und deren Ende am 27. Oktober 2022 fast 50 Bewerber für die zwei Stellen gefunden – die wiederum mit den zahllosen Bewerbern vom Festland in Konkurrenz stehen.
Im März 2023 war die erste Vorauswahl abgeschlossen, bei der gut 100 Raumfahrerkandidaten in die nächste Runde kamen. Im August 2023 war diese Runde abgeschlossen und es waren noch gut 20 Kandidaten übrig, die in die Endauswahl kamen. Mehrere Bewerber aus Hongkong und Macau waren als potentielle Nutzlastexperten in die letzte Runde gekommen.
Parallel zum Auswahlprozess für die vierte Auswahlgruppe begann man beim Raumfahrerkorps Anfang 2023 mit der Ausbildung für bemannte Mondlandungen.
Bei der Auswahl der für eine Mondlandung geeigneten Raumfahrer werden, anders als bei der dritten und vierten Auswahlgruppe, sehr hohe Anforderungen an die körperliche Leistungsfähigkeit und die psychologische Eignung gestellt – bei den ersten Missionen kann keine rasche Rettung erfolgen, auf der Rückseite des Mondes sehen die Raumfahrer die Erde nicht, sondern nur den „zehntausend Klafter tiefen Abgrund“ (万丈深渊) des Weltalls – außerdem sind Fachkenntnisse zur Geologie des Mondes nötig.